# Пекаревский сельский совет (Конотопский район)
Пекаревский сельский совет (укр. Пекарівська сільська рада) — входит в состав
Конотопского района
Сумской области
Украины.
Административный центр сельского совета находится в 
с. Пекари
.

## Населённые пункты совета
- с. Пекари